# Leucotrichia tubifex
Leucotrichia tubifex är en nattsländeart som beskrevs av Oliver S. Flint Jr. 1964. Leucotrichia tubifex ingår i släktet Leucotrichia och familjen smånattsländor. Inga underarter finns listade i Catalogue of Life.